# René Préval

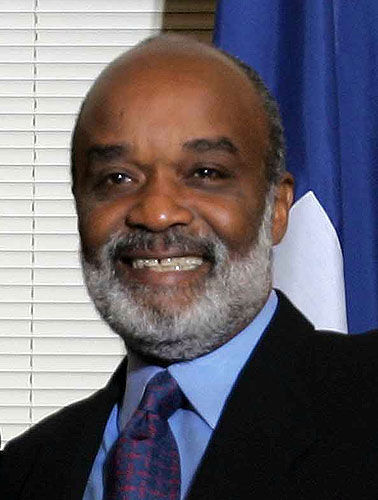
René Préval, maart 2006

René Garcia Préval (Port-au-Prince, 17 januari 1943 - aldaar, 3 maart 2017) was van 14 mei 2006 tot 2011 de president van Haïti. Hij was eerder president van 1996 tot 2001 en in 1991 Eerste Minister.

## Jeugd
Zijn vader was landbouwkundige en was Minister van Landbouw in de regering van Paul Magloire. Hij moest het land verlaten tijdens de regering van François Duvalier.
Préval groeide op in de plaats Marmelade waar de familie van zijn vader vandaan kwam. Hij studeerde landbouwkunde in Gembloers en aan de Universiteit van Leuven. Hij studeerde geothermiek in Pisa.

## Vroege carrière
In 1963 deed hij zijn familie uit Haïti vertrekken. Ze woonden in het New Yorkse stadsdeel Brooklyn. Hier werkte Préval als ober. In 1968 keerde hij terug naar Haïti. Hij kreeg een baan bij het Nationaal Instituut voor Bodemschatten. Hij hield zich veel bezig met landbouw. Daarnaast opende hij samen met een aantal zakenpartners een bakkerij in Port-au-Prince.
Préval was actief in de politiek en liefdadigheidswerk. Zijn bakkerij leverde brood aan het weeshuis van de Salesiaanse pater Jean-Bertrand Aristide, die later president van Haïti werd. Met hem was Préval bevriend.
Toen Aristide in 1990 tot president was gekozen, was Préval Eerste Minister, van 13 februari tot 11 oktober 1991. Na de militaire staatsgreep op 30 september van dat jaar ging hij in ballingschap.

## Eerste presidentschap
In 1996 volgde hij Aristide op als president. Met 88% van de stemmen was hij de tweede democratisch gekozen president van het land. Hij voerde een aantal hervormingen door, waaronder de privatisering van staatsbedrijven. Ook voerde hij een programma voor landhervorming uit. Tijdens zijn bewind daalde de werkloosheid.
Hij kwam veelvuldig in aanvaring met de partij Organisation du Peuple en Lutte, die verbonden is aan de Fanmi Lavalas-beweging van Aristide. Deze had de meerderheid in het parlement. In 1999 ontbond Préval het parlement en regeerde hij bij decreet. In 2001 trad hij af, nadat hij zijn termijn van vijf jaren uitdiende. Tot nu toe is hij de enige president van Haïti die dit deed.

## Tweede presidentschap

### Verkiezing
Nadat Aristide, die voor de derde keer president was geworden, in 2004 was afgezet, is er in Haïti een vredesmacht van de Verenigde Naties geïnstalleerd. In deze situatie stelde Préval zich in 2006 weer kandidaat als president.
Hij nam het op tegen een kandidaat van de partij Lespwa. Op 9 februari werden de eerste resultaten van de verkiezingen bekend. Hieruit leek Préval met 60% van de stemmen te winnen. Uit latere tellingen bleek dat hij 48,7% had. Hierdoor was een tweede ronde nodig. Hierop volgden verschillende demonstraties door zijn aanhangers in Port-au-Prince.
Op 14 februari verklaarde Préval dat er fraude was bij het tellen van de stemmen. Demonstranten legden de hoofdstad stil met barricades. Zij bestormden het luxe hotel Mantana in Pétionville. Op 16 februari besloot de Verkiezingsraad de blanco stemmen niet mee te tellen. Hierdoor kwam Préval op 51,15% uit. Op dezelfde dag werd hij tot president uitgeroepen. In april van dat jaar werd het parlement gekozen. Daarna werd Préval officieel bevestigd als president. In zijn toespraak legde hij er de nadruk op dat Haïti de eenheid moest bewaren.
Préval ontving vooral veel steun uit de arme wijken van Port-au-Prince. De bewoners hiervan waren ook voorstander van een terugkeer van Aristide. Dit leidde tot spanningen.

### Internationale relaties

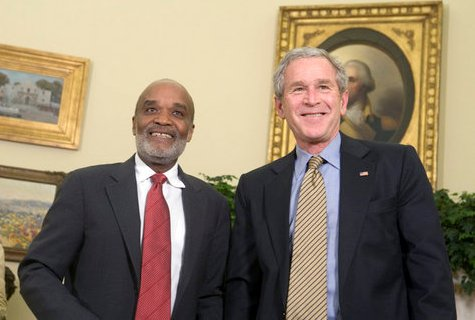
Met president George W. Bush

Préval onderhoudt goede relaties met president Hugo Chávez van Venezuela. Dit land sloot een olieverdrag met Haïti. Verder is er de afspraak om vier elektriciteitscentrales te bouwen. Er staat een olieraffinaderij gepland, met een productie van 10.000 vaten per dag. Ook met andere linkse presidenten van Latijns-Amerika heeft hij goede contacten, zoals Evo Morales van Bolivia, Martín Torrijos van Panama en Leonel Fernández van de Dominicaanse Republiek. De relatie met dit land, dat met Haïti het eiland Hispaniola deelt, verbeterde onder Préval.
Na de Dominicaanse Republiek was het eerste buitenlandse bezoek van Préval aan de Verenigde Staten. Tijdens dit bezoek gaf president George W. Bush aan dat de relaties tussen de Verenigde Staten en Haïti uitstekend waren.

### Voedselrellen
In april 2008 was de prijs van enkele voedingsmiddelen, waaronder rijst, met 50% gestegen ten opzichte van het voorgaande jaar. Hierop braken er in Port-au-Prince rellen uit. Op 8 april vielen de demonstranten het presidentieel paleis aan. Zij werden verdreven door soldaten van de Verenigde Naties. Op 9 april riep president Préval op tot kalmte. Hij zei dat de voedselprijzen een wereldwijd probleem waren. De demonstranten vroegen om de belasting op voedsel te verlagen, maar Préval gaf aan dat het land het geld hard nodig had.
Op 12 april zette de senaat Eerste Minister Jacques-Édouard Alexis af. Hij kondigde aan dat de prijs van een zak rijst van 23 kilo verlaagd zou worden van 51 tot 43 dollar. Hiervoor vroeg hij internationale hulp, met name van Venezuela. Ook beloofde het bedrijfsleven de prijs met 3 dollar te verlagen.
Célestin · Préval · Honorat · Bazin · Malval · Michel · Werleigh · Smarth · Alexis · Chérestal · Neptune · Latortue · Alexis · Pierre-Louis · Bellerive · Conille · Lamothe · Guillaume · Paul · Jean · Jean-Charles · Lafontant · Céant · Lapin · Jouthe · Joseph · Henry